# Deborah Carthy-Deu
Deborah Carthy-Deu Sanz (Santurce, 5 de enero de 1966) es una modelo, actriz y la segunda puertorriqueña en ostentar el título de Miss Universo, al ser elegida en el concurso realizado en el James L. Knight Center de Miami (Florida) el 15 de julio de 1985.

## Biografía

### Primeros años
A los nueve años comenzó a estudiar danza clásica y posteriormente modelaje en la escuela que fundó y dirigía su madre, Vicky Sanz Deu, y que posteriormente se convertiría en el Deborah Carthy Deu Estudio y Agencia de Modelos.
Junto a su padre de origen colombiano Ramón Carthy, director de fotografía de cine y televisión descubrió el arte fotográfico desde niña.
En su adolescencia destacó como modelo, participando en desfiles, promociones y comerciales de tv.
Se graduó de la escuela superior con altos honores y perteneció al Ballet Concierto de Puerto Rico. Posteriormente asistió a la Universidad de Puerto Rico, siendo una excelente estudiante.

### Miss Universo
Mientras ella estaba en la universidad, fue seleccionada Miss San Juan el 22 de marzo de 1985 y más tarde Miss Puerto Rico el 27 de abril de 1985.
El 15 de julio de 1985, fue coronada Miss Universo 1985 representando al país de Puerto Rico en Miami. Durante su año de viajes por el mundo como Miss Universo, fue una gran exponente de su país Puerto Rico y sirvió como Embajadora de buena voluntad.
Una vez concluyó con sus obligaciones de Miss Universo se le pidió que se trasladara a California, para comenzar a desarrollar su carrera como actriz. Estando en proceso de radicarse allá, recibió una tentadora oferta para ir a Argentina a interpretar el personaje principal en la telenovela El cisne blanco.  Esto supuso su lanzamiento a nivel internacional como actriz, una actividad que a partir de entonces combinó con su faceta como modelo.
Además de destacarse como actriz de teatro y televisión, obtuvo la Medalla de Reconocimiento al Alumno Más Destacado de Teatro, de la Universidad de Puerto Rico, donde completó su bachillerato en Artes y Educación, graduándose magna cum laude.
Es propietaria del Deborah Carthy Deu Estudio y Agencia de Modelos, escuela especializada en el campo del modelaje, el refinamiento, la actuación y la televisión, donde educa a jóvenes, niñas y adultos.
Ha colaborado como columnista para el San Juan Star y el San Juan City Magazine, y también ha sido Editora de Modas para la histórica revista TeVe Guía.
En la actualidad mantiene el segmento "Siempre a la Moda" en Noticentro al Amanecer, de WAPA-TV, dedicado a orientar al televidente sobre las últimas tendencias de la moda.
También imparte talleres corporativos sobre Etiqueta Profesional, Imagen, Belleza y Proyección Exitosa.
| Predecesora: · Yvonne Ryding · Suecia | Miss Universo 1985 | Sucesora: · Bárbara Palacios · Venezuela |

- Datos: Q2711458